# Нортвест Харборкрик (Пенсилванија)
Нортвест Харборкрик (енгл. Northwest Harborcreek) насељено је место без административног статуса у америчкој савезној држави Пенсилванија.

## Демографија
По попису из 2010. године број становника је 8.949, што је 291 (3,4%) становника више него 2000. године.
| Група             | 2000.         | 2010.         |
| Белци             | 8.405 (97,1%) | 8.559 (95,6%) |
| Афроамериканци    | 120 (1,4%)    | 154 (1,7%)    |
| Азијати           | 51 (0,6%)     | 67 (0,7%)     |
| Хиспаноамериканци | 38 (0,4%)     | 113 (1,3%)    |
| Укупно            | 8.658         | 8.949         |